# Interocrea nigripes
Interocrea nigripes är en insektsart som beskrevs av Walker 1870. Interocrea nigripes ingår i släktet Interocrea och familjen spottstritar. Inga underarter finns listade i Catalogue of Life.